# فعالیت پوزولانی

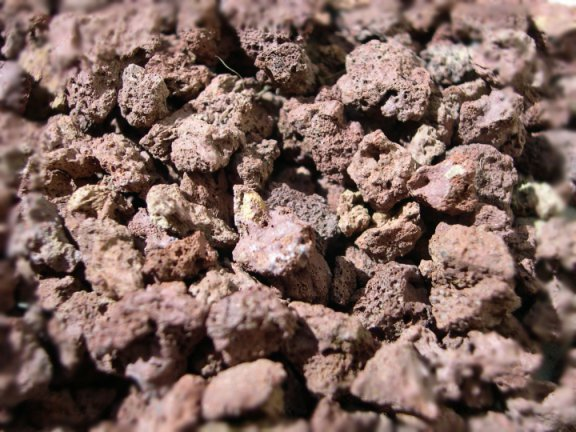
پوزولان

فعالیت پوزولانی یک اندازه‌گیری برای میزان واکنش در طول زمان یا نرخ واکنش بین یک پوزولان و Ca(2+) یا کلسیم هیدروکسید (Ca(OH)2) در حضور آب است. نرخ واکنش پوزولانی وابسته به ویژگی‌های ذاتی پوزولان است، مانند مساحت سطح خاص، ترکیب شیمیایی و محتوای فاز فعال.
جذب سطحی فیزیکی به عنوان بخشی از فعالیت پوزولانی در نظر گرفته نمی‌شود، زیرا در این فرایند پیوندهای مولکولی غیرقابل بازگشتی ایجاد نمی‌شوند.

## واکنش
واکنش پوزولانی واکنش شیمیایی است که با افزودن پوزولان‌ها در سیمان پرتلند رخ می‌دهد. این واکنش اصلی دخیل در ساخت بتن رومی است که در دوران باستان توسط رومیان اختراع شد و برای ساخت ساختمان‌هایی چون پانتئون استفاده شد. واکنش پوزولانی یک پیش ماده که دارای خواص چسبندگی نیست را به یک سیلیکات کلسیم با خواص چسبندگی خوب تبدیل می‌کند.
از نظر شیمیایی، واکنش پوزولانی بین هیدروکسید کلسیم، همچنین شناخته شده به نام پرتلندیت (Ca(OH)2)، و اسید سیلیکیک (نوشته شده به شکل H4SiO4 یا Si(OH)4 در نماد ژئوشیمیایی) رخ می‌دهد.
Ca(OH)2 + H4SiO4 → CaH2SiO4·2 H2O
یا به‌طور خلاصه با نمادنگاری کوتاه شیمیایی سیمانی:
CH + SH → C-S-H
واکنش پوزولانیک همچنین می‌تواند به شکل نمادنگاری سیلیکات صنعتی باستانی نیز نوشته شود:
Ca(OH)
2 + H
2SiO
3 → CaSiO
3·2 H
2O
یا حتی به‌طور مستقیم:
Ca(OH)
2 + SiO
2 → CaSiO
3·H
2O
هر دو نمادنگاری قابل استفاده هستند و با توجه به موضوع تحقیق یکی از آن‌ها انتخاب می‌شود.
محصول(:Ca(OH)
2 + SiO
2 → CaSiO
3·H
2O) یک کلسیم سیلیکات هیدرات، مخفف شده به شکل C-S-H با نمادنگاری کوتاه شیمیایی سیمانی، خط تیره برای نشان دادن استوکیومتری متغیر است. نسبت اتمی (یا مولار) Ca/Si, CaO/SiO2 یا C/S و تعداد مولکول‌های آب می‌تواند تفاوت داشته باشد و استوکیومتری ذکر شده در بالا نیز می‌تواند متفاوت باشد.
بسیاری از پوزولان‌ها ممکن است حاوی آلومینات (Al(OH)4−) باشند که با کلسیم هیدروکسید و
اب واکنش داده تا کلسیم آلومینات هیدرات‌هایی مانند C4AH13، C3AH6 یا هیدروگارنت، یا در ترکیب با سیلیکا C2ASH8 یا استراتلینگیت را شکل دهد. در حضور گروه‌های آنیونی مانند سولفات، کربنات و کلراید، فازهای Afm و AFt یا فازهای اترینگایت می‌توانند شکل بگیرند.
واکنش پوزولانی یک فرایند بلندمدت است که حاوی اسید سیلیسیک حل شده، آب و CaO یا Ca(OH)₂ یا دیگر پوزولان‌ها می‌شود تا یک ماتریس چسبندگی قوی ایجاد کند. این فرایند اغلب غیرقابل برگشت است. مقدار کافی یون کلسیم آزاد و pH بالای ۱۲ و بیشتر برای آغاز و حفظ واکنش پوزولانی لازم است. این به دلیل این است که در pH حدود ۱۲، حلالیت یون‌های سیلیسیم و آلومینیوم به اندازه کافی بالاست تا واکنش پوزولانی را پشتیبانی کند.

## پارامترهای تعیین‌کننده فعالیت

### ویژگی‌های ذرات
آسیاب‌کاری طولانی با ایجاد یک مساحت سطح خاص بزرگتر که برای واکنش در دسترس است منجر به افزایش فعالیت پوزولانی می‌شود. علاوه بر این، آسیاب‌کاری نیز عیوب بلوری در و زیر سطح ذرات ایجاد می‌کند. نرخ حل شدن گروه‌های سیلیکاتی باز یا به‌طور جزئی جدا شده به شدت افزایش می‌یابد. حتی موادی که معمولاً به عنوان پوزولان شناخته نمی‌شوند، مانند کوارتز، می‌توانند واکنش‌پذیر شوند هنگامی که تا زیر یک قطر ذره حیاتی خاص آسیاب شوند.

### ترکیب
ترکیب شیمیایی کلی یک پوزولان به عنوان یکی از پارامترهای کنترل‌کننده عملکرد بلندمدت (مانند استحکام فشاری) چسبنده سیمان مخلوط، در نظر گرفته می‌شود. استاندارد ASTM C618 تعیین می‌کند که یک پوزولان باید شامل SiO2 + Al2O3 + Fe2O3 ≥ ۷۰ درصد وزنی باشد. در صورت (کوآسی) مواد تک فاز مانند شناور کوره، ترکیب شیمیایی کلی ممکن است به عنوان یک پارامتر معنادار در نظر گرفته شود؛ اما برای مواد چندفازی تنها می‌توان بررسی کرد که چگونه همبستگی بین فعالیت پوزولانی و شیمی فازهای فعال ایجاد می‌شود.
بسیاری از پوزولان‌ها از مخلوط گوناگونی از فازهای با فعالیت پوزولانی مختلف تشکیل شده‌اند. بدیهی است که میزان فازهای واکنش‌پذیر یک ویژگی مهم برای تعیین واکنش کلی است. به‌طور کلی، فعالیت پوزولانی فازهای پایدار به لحاظ ترمودینامیکی در شرایط محیطی پایین‌تر نسبت به تراکم‌های فاز کمتر پایدار ترمودینامیکی با توجه به سطح خاص مساوی قرار دارند. ته‌نشین خاکسترهای آتشفشانی که حاوی مقادیر زیادی شیشه آتشفشانی یا زئولیت هستند، واکنش‌پذیرتر از شن‌های کوارتز یا مواد کانی خاکی هستند. در این رابطه، نیروی پیشران پشت واکنش پوزولانی به عنوان یک نشانگر سطحی از فعالیت پتانسیلی یک ماده (آلومینو-)سیلیکات عمل می‌کند. به همین ترتیب، موادی که ساختاری بی‌نظم (مانند شیشه) نشان می‌دهند، فعالیت‌های پوزولانی بالاتری نسبت به ترکیبات بلوری دارای نظم ساختاری دارند.

### شرایط واکنش
نرخ واکنش پوزولانی می‌تواند توسط عوامل خارجی نظیر نسبت‌های مخلوط، مقدار آب یا فضای موجود برای تشکیل و رشد محصولات هیدراتاسیون، و دمای واکنش کنترل شود؛ بنابراین، ویژگی‌های معمول طراحی مخلوط سیمان ترکیبی مانند نسبت جایگزینی پوزولان به سیمان پرتلند، نسبت آب به مواد چسبنده، و شرایط نگهداری به شدت بر واکنش‌پذیری پوزولان افزوده شده تأثیرگذارند.

## آزمون‌های فعالیت پوزولانی

### آزمون‌های مکانیکی
ارزیابی مکانیکی فعالیت پوزولانی بر اساس مقایسه استحکام فشاری نمونه‌های ملات حاوی پوزولان به عنوان جایگزین جزئی برای سیمان پرتلند با نمونه‌های مرجع حاوی تنها سیمان پرتلند به عنوان چسبنده صورت می‌پذیرد. نمونه‌های ملات طبق دستورالعمل‌های دقیقی تهیه، ریخته، نگهداری و آزموده می‌شوند. آزمون استحکام فشاری معمولاً در لحظات ثابت، به‌طور معمول ۳، ۷ و ۲۸ روز پس از تهیه ملات، انجام می‌شود. یک ماده به عنوان فعال پوزولانی در نظر گرفته می‌شود زمانی که با در نظر گرفتن تأثیر ترقیق به استحکام فشاری کمک کند. اکثر استانداردها و مقررات فنی ملی و بین‌المللی شامل نسخه‌های متنوعی از این روش‌ها هستند.

### آزمون‌های شیمیایی
یک ماده پوزولانی به تعریف، قابلیت چسباندن هیدروکسید کلسیم در حضور آب را دارد؛ بنابراین، اندازه‌گیری شیمیایی این فعالیت پوزولانی یک روش برای ارزیابی مواد پوزولانی است. این کار با اندازه‌گیری مستقیم مقدار هیدروکسید کلسیمی که یک پوزولان به مرور زمان مصرف می‌کند، انجام می‌شود. در نسبت بالای آب به مواد چسبنده (مخلوط‌های معلق)، این می‌تواند توسط تیتراسیون یا توسط تکنیک‌های اسپکتروسکوپی اندازه‌گیری شود. در نسبت کمتر آب به مواد چسبنده (خمیرها)، تجزیه و تحلیل حرارتی یا تکنیک‌های پراش پودر اشعه ایکس به‌طور معمول برای تعیین محتوای هیدروکسید کلسیم باقی‌مانده استفاده می‌شوند. روش‌های مستقیم دیگری نیز توسعه داده شده‌اند که هدف آن‌ها اندازه‌گیری مستقیم درجه واکنش خود پوزولان است. در اینجا، روش‌های حل‌شوندگی انتخابی، پراش پودر اشعه ایکس یا تجزیه و تحلیل تصویر میکروسکوپ الکترونی به کار گرفته شده‌اند.

روش‌های غیرمستقیم شامل دو دستهٔ روش‌ها هستند. یک سو تشکیل شده از روش‌هایی است که بررسی می‌کنند که چه خصوصیات مواد مسئول برای واکنش پوزولان با پورتلندیت هستند. خصوصیات مورد توجه شامل محتوای سیلیکای فعال و آلومینا فعال، مساحت سطح خاص یا فازهای معدنی و آمورف مواد پوزولانی می‌باشد. روش‌های دیگر به صورت غیرمستقیم میزان فعالیت پوزولانیک را با اندازه‌گیری یک خصوصیت فیزیکی نمایانگر سیستم واکنش می‌کنند. اندازه‌گیری هادیات الکتریکی، تنش شیمیایی خمیرها یا تحول حرارتی توسط کالری‌سنجی جریان حرارت نمونه‌ها در این دسته قرار می‌گیرند. 

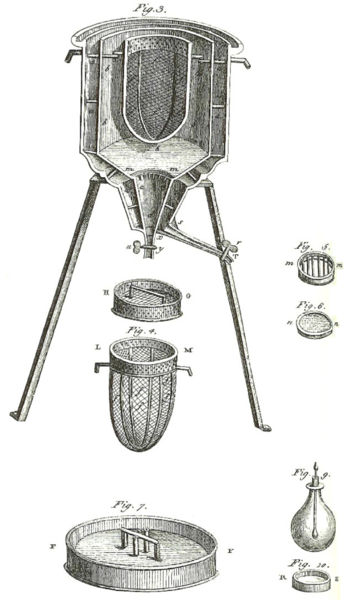
کالری‌متر